# Лопушанский, Константин Сергеевич
Константин Сергеевич Лопушанский (12 июня 1947 года, Днепропетровск) — советский и российский кинорежиссёр и сценарист, работающий в жанрах притчи и антиутопии. Приверженец авторского кино. Снял несколько фильмов по произведениям братьев Стругацких. Народный артист Российской Федерации (2007).

## Биография
Родился 12 июня 1947 года в Днепропетровске. Мать — София Петровна Лопушанская (1926—2008), отец — Сергей Тимофеевич Лопушанский (ум. 1953).
Детство прошло в Казани, куда его родители приехали преподавать после окончания МГУ.
По первому образованию — музыкант. После окончания Казанской консерватории по классу скрипки (1970) обучался в Ленинградской государственной консерватории (факультет музыкальной режиссуры, кафедра оперной режиссуры, 1973—1976).
В 26 лет получил степень кандидата искусствоведения (диссертация «Русская музыкально-исполнительская эстетика второй четверти XIX в.»). Работал преподавателем Казанской и Ленинградской консерваторий (история исполнительского искусства), редактором в Ленинградском Академическом Малом оперном театре.
Окончил Высшие курсы сценаристов и режиссёров (режиссёрское отделение, мастерская Эмиля Лотяну, 1979). Был ассистентом на съёмках фильма Андрея Тарковского «Сталкер». Работает режиссёром-постановщиком киностудий «Ленфильм» (с 1980 года) и Proline Film Андрея Сигле.
Возглавлял Христианскую киноассоциацию Санкт-Петербурга (1991—1996).
Действительный член Российской академии кинематографических искусств «Ника».
В 2007 году был председателем жюри XVII МКФ «Послание к Человеку».
В феврале 2012 года приступил к съёмкам фильма «Роль» по собственному сценарию (написан совместно с Павлом Финном). Действие фильма происходит в годы Гражданской войны. Главную роль в картине исполнил актёр Максим Суханов. Премьера фильма состоялась в рамках конкурсной программы 35-го Московского международного кинофестиваля в конце июня 2013 года.

## Творчество
Свой первый фильм, короткометражное кино «Слезы в ветреную погоду», режиссёр снял в 1978 году.
Дипломная работа, короткометражный фильм «Соло» (1980 год), многими была признана лучшим фильмом о блокаде, главного героя играл один из любимых актёров Тарковского Николай Гринько. Фильм «Соло» побывал на многих кинофестивалях и был удостоен Гран-при МКФ документальных и короткометражных фильмов в Бильбао (Испания).
Ученик Андрея Тарковского, последовательно проводящий в своём творчестве духовные и эстетические принципы мастера, Константин Лопушанский — один из немногих российских режиссёров, в отношение которых применимо понятие «авторский кинематограф». Называя себя «убеждённым и непереубеждённым приверженцем тотального авторства», Лопушанский не приемлет компромисс в любом его виде и, прежде всего, по отношению к себе. Он ставит перед собой сложнейшие художественные задачи, каждый его фильм — свидетельство интеллектуального труда и глубоких личностных переживаний. Эстетические ориентиры режиссёра — Ингмар Бергман, Робер Брессон, Кэндзи Мидзогути. Место духовного и художественного поиска — Россия. «Органичная черта русской культуры — космизм, стремление в одном произведении дать образ Вселенной, метафору Истории, — пишет критик Михаил Трофименков в журнале „Сеанс“. — Без этого качества наша культура утратит ту яркость, истовость, которую ищут в ней затосковавшие обитатели „цивилизованного мира“. Константин Лопушанский — режиссёр, который взвалил на себя эту „предельную“ функцию. Она идёт ему, она — к лицу».

## Из интервью
«Основная миссия кино — давать духовное начало зрителю, помогать ему развиваться как личности, расти над собой и адекватно оценивать общество, в котором он живёт, указывая на его недостатки.
Сейчас все буквально сдвинулись на принципе развлечений. С экрана идёт пропаганда стиля „жизни как она есть“: мол, мы снимаем безо всяких соплей, безо всяких ваших ложных и устаревших ценностей, мы уходим в „чистый арт“, наплевав на окружающую действительность. Такой подход ведет к созданию абсолютно бездушного и неживого кинематографа, пластмассового, если хотите. Это и не идеализм высоких чувств, и не жесткий реализм проблемного кино. Все эти дурацкие сказочки про бандитов и золотую молодежь — ну какие нормальные люди так живут?
Каждый человек сталкивается в жизни как с непреходящими ценностями (любовью, дружбой, предательством), так и с общечеловеческими катаклизмами (войнами, межнациональными конфликтами, голодом и нищетой). Обо всем этом нужно снимать кино, именно с помощью его инструментов возможно обратить внимание зрителя на проблемы, мимо которых он проходит в повседневной жизни. Не каждый готов сопереживать угнетаемым вот так вот, с нуля, читая статьи в газетах и видя репортажи по телевидению, для него тысячи человеческих жертв останутся лишь цифрой в газете. А кино — это инструмент „комфортного сопереживания“: сидя в мягком кресле, наблюдая за мастерством режиссёра, зритель начинает сопереживать героям, кем бы они ни были, и потом, выйдя из зала, он уже не ударит иностранца или бездомного человека».

## Фильмография
- 1978 — Слёзы в ветреную погоду — автор сценария, режиссёр
- 1980 — Соло — автор сценария, совместно с А. Шульгиной, режиссёр
- 1986 — Письма мёртвого человека — режиссёр, автор сценария совместно с В. Рыбаковым, при участии Б. Стругацкого
- 1987 — Голый — автор сценария, совместно с Г. Николаевым
- 1989 — Посетитель музея — автор сценария, режиссёр
- 1994 — Русская симфония — автор сценария, режиссёр
- 2001 — Конец века[8] — автор сценария, режиссёр
- 2006 — Гадкие лебеди — автор сценария совм. с В. Рыбаковым, режиссёр
- 2013 — Роль — автор сценария совм. с Павлом Финном, режиссёр
- 2019 — Сквозь чёрное стекло — автор сценария, режиссёр

## Награды и звания
- Орден «За заслуги в культуре и искусстве» (10 марта 2025 года) — за вклад в развитие отечественной культуры и искусства, многолетнюю плодотворную деятельность[9].
- Народный артист Российской Федерации (28 декабря 2007 года) — за большие заслуги в области искусства[2].
- Заслуженный деятель искусств Российской Федерации (2 августа 1997 года) — за заслуги в области искусства[10][3].
- Государственная премия РСФСР имени братьев Васильевых (1987 год) — за художественный фильм «Письма мёртвого человека» (1986) производства киностудии «Ленфильм»

## Общественная позиция
В 2018 году поддержал обращение Европейской киноакадемии в защиту заключённого в России украинского режиссёра Олега Сенцова.
В феврале 2022 года подписал открытое письмо КиноСоюза против военного вторжения России на Украину.